# Agematsu
Agematsu (japanska: 上松町?, Agematsu-machi) är en landskommun (köping) i Nagano prefektur i Japan.  